# Meganthias
Meganthias (= großer Anthias) ist eine Fischgattung aus der Gruppe der Fahnenbarsche (Anthiadidae), die in einem weiten disjunkten Verbreitungsgebiet im tropischen Indopazifik und im tropischen östlichen Atlantik vorkommt. Im Unterschied zu den meisten anderen Fahnenbarschen, die in den oberflächennahen Regionen tropischer Korallenriffe leben, kommen Meganthias-Arten in Tiefen von 80 bis 185 Metern vor.

## Merkmale
Die Fische haben eine relativ hochrückige, seitlich abgeflachte Gestalt. Die Standardlänge liegt bei knapp 27 bis 37,5 cm. Die maximale Körperhöhe ist 1,85 bis 2,2 mal in der Standardlänge enthalten und die Kopflänge 2,6 bis 2,9 mal in der Standardlänge enthalten. Ihre Färbung ist größtenteils rosa bis hellviolett oder weiß. Einige Bereiche von Kopf, Rumpf und Flossen sind gelb.
Morphometrie:
- Flossenformel: Dorsale X/16–19, Anale III/8–9, Pectorale 16–18.
- Schuppenformel: SL 43–51.
- Kiemenrechenstrahlen 10–13 + 24–28.
- Wirbel: 26 (10 + 16).

Meganthias wurde 2006 von Odontanthias abgetrennt. Von dieser Gattung unterscheidet sich Meganthias durch eine Maximalgröße von 27 bis 37,5 cm (vs. 20 cm bei Odontanthias), 8 oder 9 Weichstrahlen in der Afterflosse (vs. 7 o. 8 bei Odontanthias). Außerdem hat Meganthias zahlreiche kleine Nebenschuppen („accessory scales“) auf dem Kopf (vs. wenige nur bei einigen Odontanthias-Arten).

## Arten
Zur Gattung Meganthias gehören 4 Arten:
- Meganthias carpenteri Anderson, 2006, Küste vor Nigeria
- Meganthias filiferus Randall & Heemstra, 2008, Andamanensee, Malabarküste
- Meganthias kingyo (Kon, Yoshino & Sakurai, 2000), Ryūkyū-Inseln
- Meganthias natalensis (Fowler, 1925), südwestlicher Indischer Ozean von East London (Südafrika) über Madagaskar bis Réunion.